# Сатагай (Амгинський улус)
Сатагай (рос. Сатагай) — село Амгинського улусу, Республіки Саха Росії. Входить до складу Сатагайського наслегу.
Населення — 541 особа (2015 рік).